# Grenzeloos (tijdschrift)
Grenzeloos is de website van de Nederlandse trotskistische organisatie Socialistische Alternatieve Politiek met aandacht voor ecosocialisme, democratie en feminisme.

## Geschiedenis
In 1978 werd Klassenstrijd opgericht als tweewekelijkse publicatie van de Nederlandse trotskistische partij, toen Internationale Kommunistenbond geheten. In 1983 herdoopte de IKB zich tot de Socialistiese Arbeiderspartij (SAP) maar het tijdschrift bleef bestaan naast het ledenblad Intern Bulletin. In 1992 werd het tijdschrift voor het brede publiek herdoopt tot Grenzeloos, dat zesmaal per jaar verscheen. In 2001 kwam er naast de papieren publicatie ook een website. In 2004 verkoos de SAP de letters achter deze afkorting te wijzigen in Socialistische Alternatieve Politiek. Het tijdschrift bleef bestaan, maar in 2013 werd beslist om enkel de digitale versie van Grenzeloos te behouden.

## Redactie
In 2006 was Paul Mepschen hoofdredacteur. 
In 2020 bestond de redactie uit Willem Bos, Marijke Colle, Peter Drucker, Alex de Jong, Patrick van Klink, Rob Lubbersen, Rob Marijnissen en William van den Heuvel.